# Santa Salut
Salut Cebrià Enrich (Sabadell, 21 de juny de 1998), més coneguda amb el pseudònim de Santa Salut, és una MC catalana en actiu des de l'any 2017. Les lletres de les seves cançons tracten qüestions de denúncia social i de temàtica anticapitalista, antifeixista, antiracista i feminista. Ha fet col·laboracions amb cantants de rap com són SWIT EME, Adala, Las Ninyas del Corro i JazzWoman, així com amb els grups Kaos Urbano i Oques Grasses.

## Discografia

### Àlbums
- Conversaciones Internas (2019)
- Discordia (2022)[6]